# فاشیسم اسلامی
فاشیسم اسلامی اصطلاحی تازه‌است که به تندروهای مسلمان از طرف مخالفان آنها که طیفی از اصلاح طلبان مسلمان و سیاست‌مداران غربی و تندروهای دیگر مذاهب را دربر می‌گیرد اطلاق می‌گردد. برخی فاشیسم اسلامی را به «جهادگرایی مسلحانه» و «اسلام رادیکالی» توصیف کرده‌اند.
برخی واژه فاشیسم اسلامی را ساختهٔ نویسندهٔ فرانسوی ماکسیم رودینسون (۱۹۱۵–۲۰۰۴) برای توصیف انقلاب سال ۱۳۵۷ ایران می‌دانند.
در سال ۲۰۰۷ برنامه‌ای به نام «هفتهٔ آگاهی از فاشیسم اسلامی» برگزار شد. اما در برخی دانشگاه‌ها نظیر هاروارد، نه تنها هیچ اجتماعی برای حمایت از این برنامه به راه نیفتاد بلکه در برابر برگزاری آن مقاومت‌هایی نیز به وجود آمد. برگزاری چنین مراسمی توسط گروه مسلمان دانشگاه ایالتی پنسیلوانیا، برنامه‌ای اسلام‌هراسانه دانسته شد و در زمان برگزاری مراسم، گروه‌های مسلمان و غیرمسلمان بسیاری برای مخالفت با این برنامه و به نشانهٔ اعتراض به آن در محوطهٔ دانشگاه‌های مختلف اجتماع نمودند. همچنین در دانشگاه ویسکانسین، اجتماعاتی در پاسخ به این برنامه برگزار شد.

## کاربرد
در ایران برای اولین بار شاهپور بختیار این واژه را برای مخالفان رادیکال مذهبی رژیم شاه بکار بردو امروزه ورد زبان محافظه‌کاران و تعدادی از سیاست‌مداران غربی است. آصفی سخنگوی پیشین دولت محمود احمدی‌نژاد در واکنش به کار بردن این اصطلاح از سوی جرج دابلیو بوش آن را قبیحانه و توهین به اسلام و خارج از عرف دیپلماتیک خواند.

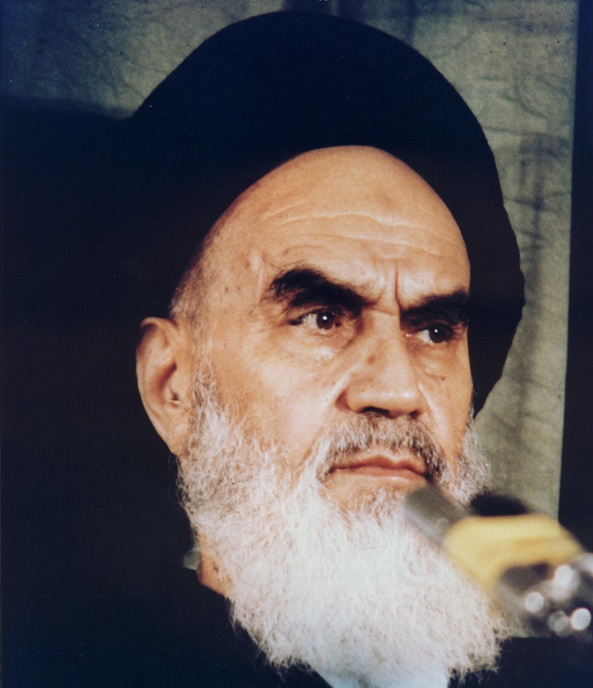
آیت الله خمینی مروج دکترین ضد غربی و غیر آزاد

نورمن پادهورتز، محافظه‌کار آمریکایی، هدف از فاشیسم اسلامی را «نابودی غرب و از میان برداشتن آزادیهایی که آمریکا در دسترسی به آن می‌کوشد» عنوان کرده.
برخی از مفسران اسلام‌فاشیسم را جنبشی می‌دانند که توسط اسلام‌گرایان تعریف شده است که به دنبال تحمیل قانون اسلامی بر کل جهان و احیای خشونت‌آمیز خلافت جدید است که امپراتوری اسلامی سابق را از اسپانیا تا آسیای مرکزی را در بر می‌گیرد. نویسندگان دیگر از اصطلاح «اسلاموفاشیسم» برای اشاره دقیق به جنبش‌های اسلامی استفاده کرده‌اند که آموزه‌های آنها نمادها و اصول ایدئولوژی نازی یا نئونازی را ترویج می‌کنند، مانند تبلیغات یهودستیزی وتکل‌های بزرگان صهیون و رویزیونیسم تاریخی (انکار گرایی) که به عنوان بی اهمیت جلوه دادن یا انکار هولوکاست درک می شود. در نهایت، برخی از محققان با احتیاط از اصطلاح "فاشیسم" برای بحث در مورد اشکال خاصی از بنیادگرایی اسلامی ستیزه جو استفاده کرده اند.